# 布滝 (津山市)
布滝（のんだき）は、岡山県津山市阿波にある滝。

## 概要
吉井川の支流である加茂川支流、中国山地の黒岩高原（標高920m）を源流とする落合川上流域にある。落差は25m（上流のナメ滝を含めると落差50m）で、滝の斜面は玄武岩の柱状節理となっている。この岩肌を斜めに落ちる様が、白い布を晒しているように見えるので布滝の名が付いた。
昔は大きな滝壺があり、大きなオオサンショウウオが棲んでいたという言い伝えがある。

## アクセス
- JR因美線美作河井駅より津山市営阿波バス阿波行き、落合口停留所下車、所要時間10分、停留所より徒歩50分
- 車の場合は、県道6号より県道118号を経て林道に入り白髪滝キャンプ場の先、滝下の駐車場で下車。遊歩道を徒歩10分。